# Beuil
 Beuil (in italiano Boglio, ormai desueto, in occitano Buelh) è un comune francese di 502 abitanti situato nel dipartimento delle Alpi Marittime della regione della Provenza-Alpi-Costa Azzurra.
I suoi abitanti sono chiamati Beuillois in francese e sono detti Bogliesi in italiano.

## Geografia fisica
Situato nella parte alta delle gole del Cianino, a 1.450 m d'altitudine ed a 75 km da Nizza, Beuil forma con Les Launes, località nel comune, e Valberg sita nel comune di Péone (Peona), una delle tre più grandi stazioni di sport invernali della Costa Azzurra, le altre due essendo Isola 2000, nel comune d'Isola ed Auron nel comune di Saint-Étienne-de-Tinée.
Beuil è un paesino a vocazione turistica arroccato sulle Alpi della Costa Azzurra, alle porte del Massiccio del Mercantour, a circa 75 km da Nizza.
Si trova al centro del circuito a tutela ambientale delle Gole rosse, bagnate dai fiumi Cians e Daluis. È inoltre a brevissima distanza dalla citata stazione sciistica di Valberg, assai rinomata.
Situato nella zona periferica del Parco nazionale del Mercantour, il luogo gode d'una fauna e d'una flora ricche e diversificate: conifere, fiori, marmotte, camosci, lupi selvatici, ecc.

## Toponomastica
Il toponimo di Boglio è la forma italiana ufficiale prima del 1860, e deriva dalla denominazione del luogo in latino di "Castrum Boliacum".
Nel "dialetto alpino" di Boglio, detto "gavote", sinonimo di vivaro-alpino, si dice Buelh (da pronunciare Buèlie) e los bulhencs (da pronunciarsi lus buliencs) per gli abitanti.
A Nizza,  in dialetto nizzardo, vedasi Georges Castellana, si scrive Buèi e lu Buienc per gli abitanti. In Provenza, in dialetto provenzale, si scrive rispettivamente Bueih e li Buihen.

## Storia
Dall'alto delle gole del Cianino, con andature da piazzaforte, Beuil eccita molto rapidamente la cupidigia dei Romani.
I pastori liguri che l'abitano sono portati via in gran numero. "Castrum Boliacum" serve, da allora, da cambio dei cavalli di posta agli eserciti romani fra la provincia romana d'Italia e la città romana di Cemenelum, oggi Cimiez (nome originario in italiano Cimella), al di sopra di Nizza.

### Medioevo
Le rivalità tra i grandi od i potenti del Medioevo sono feroci. Quando la popolazione soffre, non manca però di corrispettivo, perché sa farsi intendere.
Così nel 1258, Beuil si rivolta contro il suo potente Signore, Guglielmo Rostagno (Guillaume Rostaing).
La mano della sua unica figlia andrà ad Andarone Grimaldi, un patrizio genovese del casato dei Grimaldi. La famiglia, alleata del Papa e degli Angioini, è influente presso il Conte di Savoia ed il re di Francia.

### L'Era dei Grimaldi
Per due secoli, i Grimaldi sanno navigare tra i due grandi protettori, entrambi vicini, i conti e duchi di Savoia da un lato ed i re di Francia dall'altro, potenti ma talvolta ingombranti.
I Grimaldi di Boglio regneranno su uno dei più grandi feudi di Provenza e saranno successivamente signori, baroni e conti. Infatti nel Medioevo la cittadina fu sede comitale ed il conte di Boglio amministrava i territori di Nizza e della Provenza orientale.
Giovanni di Boglio (Jean de Bueil) diverrà siniscalco di Provenza e sarà all'origine della dedizione della Paese Nizzardo ai Savoia. Nel 1388 il conte Giovanni Grimaldi di Boglio negoziò infatti il passaggio del Nizzardo al Ducato di Savoia, divenuto in seguito Regno di Sardegna, sotto la cui sovranità rimase fino al 1860.
Grandi vassalli del Conte di Savoia, i Grimaldi di Boglio saranno frequentemente governatori del Contado di Nizza. Fiera della sua indipendenza, tale famiglia sarà alternativamente ribelle e fedele alla Casa Savoia.
Annibale Grimaldi di Boglio, il cui talento militare salvò la Corona di Savoia, complotterà contro il Duca, senz'aver misurato abbastanza l'appoggio che quest'ultimo poteva avere sia dai Francesi che dagli Spagnoli.

### Contea di Boglio

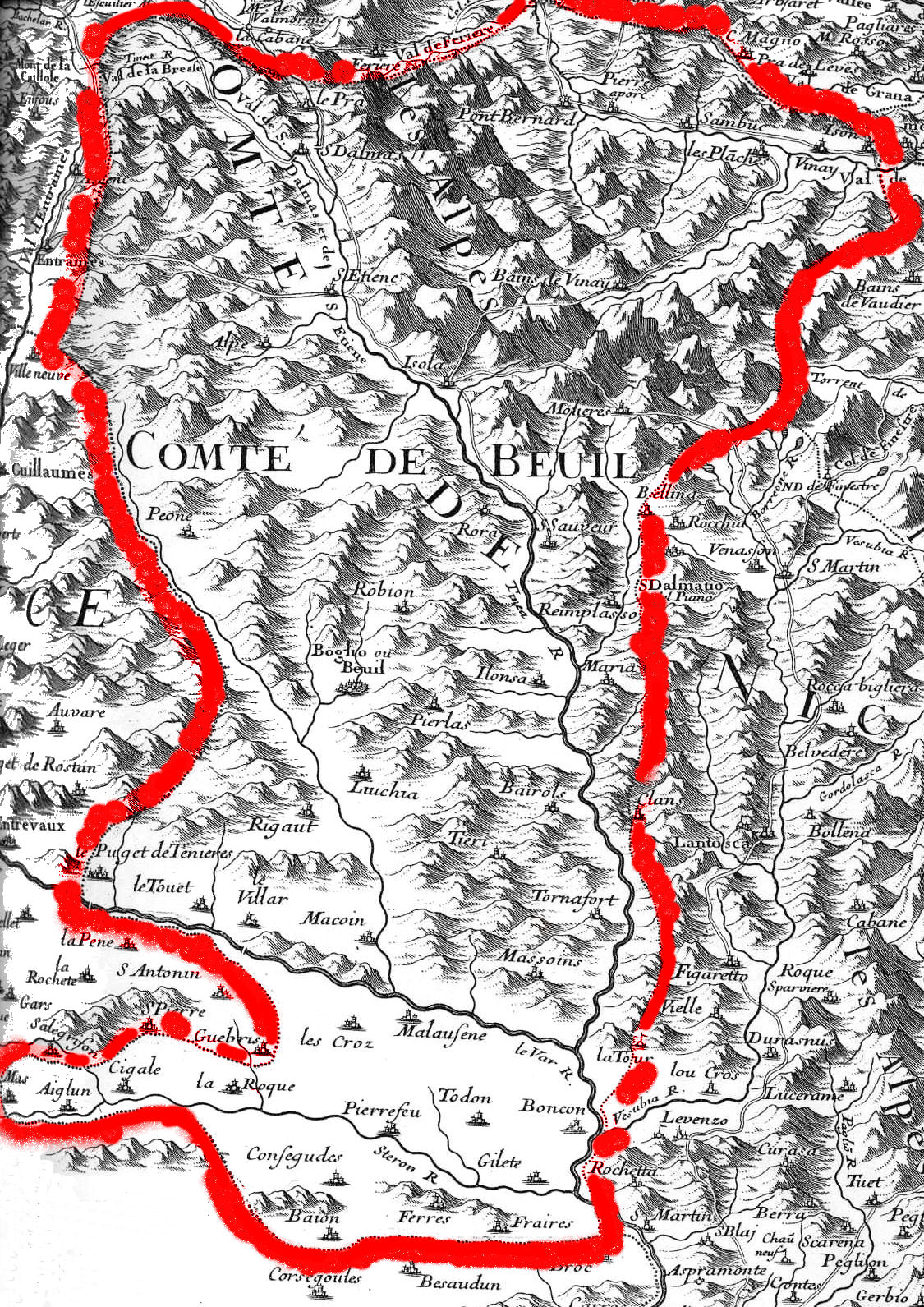
Piano del Contado o Contea di Boglio datante del 1707

La contea di Boglio apparteneva ai Grimaldi. Nel 1616, durante la guerra di successione del Monferrato, Annibale Grimaldi, conte di Boglio, governatore di Nizza, intrigava con don Pedro di Toledo.
Il duca di Savoia Carlo Emanuele I lo fa arrestare e fa distruggere i castelli di Boglio e di La Tourette, che dovevano servire d'asilo ai congurati.
Il senato di Nizza pronunciò contro il Grimaldi un ordine di morte, malgrado le sollecitazioni della Corte di Parigi in favore del colpevole, ed i suoi beni furono divisi da Carlo Emanuele I di Savoia fra parecchi dei suoi servitori fedeli.
Annibale Grimaldi sarà sottoposto ad esecuzione capitale, i suoi possedimenti confiscati ed il castello verrà raso al suolo nel 1633.
La contea di Boglio comprendeva allora 22 feudi, che furono così distribuiti: ai fratelli Cavaglia, Boglio, Peona e Sauze; al cavaliere Badat, Ilonza, Rora, Pierlas, Malaussena e Robione; al segretario di Stato Claretti, Tieri, La Torre e Linuccio; al senatore Caisotti, Rigaudo, Massoine e Tornaforte; al conte Solaro di Moretta (Solar de Morette), Villar del Varo e Marie; al conte Galleani, Scroso, Todone, Torretta e Revesto.
Gli anni napoleonici annettono la regione alla Francia. A Torino, il conte Mattei rinuncia ai propri diritti su Boglio e vende i suoi beni agli abitanti del villaggio, che li riacquistano per la somma di 6.125 "luigi".
Il comune di Boglio fin dal 1388 ha seguito, con la contea di Nizza, le vicende storiche prima della Contea di Savoia e del Ducato di Savoia, e poi dopo il Congresso di Vienna, dal 1815 al 1860, le sorti del Regno di Piemonte-Sardegna, per essere poi annesso alla Francia.
L'epoca cambia: le peregrinazioni nelle Alpi Marittime del Cavaliere di Cessole (Chévalier de Cessole), Victor de Cessole, alla fine del XIX secolo fanno scoprire la montagna ad una popolazione venuta in villeggiatura al bordo del mare, e Beuil vede nascere rapidissimamente la sua vocazione di stazione di sport invernali.

### Il Periodo 1940-1944
Nel quadro della linea Maginot alpina, una casamatta STG di seconda posizione di resistenza è costruita negli anni 1930 nelle gole superiori del fiume Cianino, affluente di sinistra del Varo.
Ma tale casamatta non avrà bisogno di combattere nel giugno 1940, dopo la dichiarazione di guerra dell'Italia fascista di Mussolini, poiché gli aggressori italiani saranno bloccati a nord, sulla riva sinistra del fiume Tinea.
In effetti, di pari a tale situazione di stallo militare, Beuil non vedrà né l'occupazione italiana di Nizza e dintorni, né l'occupazione tedesca durante il periodo 1940–1944.
È la ragione per la quale un gran numero di famiglie ebree troverà rifugio a Beuil, dove saranno accolte con ospitalità. Una placca apposta su piazza Joseph Garnier, davanti alla chiesa, ricorda l'evento.
A partire dal 1944, una zona di resistenza partigiana, sotto obbedienza dell'ORA(acronimo per "Organizzazione di Resistenza dell'Armata"), s'installa nella regione di Beuil.
Il 7 luglio, il ponte di Pra d'Astier nelle Gole del Cians è distrutto dai partigiani in barba ai tedeschi.
Il 9 luglio 1944, le FFI prendono il potere a Beuil, Valberg, Saint Brès, Guillaumes e Peona (Péone). Un Comitato di Liberazione è creato, ed un dispositivo di difesa si mette in moto.
Il 14 luglio, il resistenti organizzano in piazza Joseph Garnier una memorabile commemorazione della festa nazionale: è la «Repubblica di Beuil».
Il 18 luglio, i Tedeschi attaccano a partire da Toetto (Touët-sur-Var), ma rinunciano rapidamente ad impegnarsi nelle Gole del Cians (Cianino). Le truppe tedesche avanzano però nelle Gole del fiume Daluis e s'impadroniscono di Guillaumes il 22 luglio, ma non proseguono verso Beuil e lasciano definitivamente Guillaumes il 24 luglio.
L'evacuazione di Beuil, troppo minacciata, era stata ordinata il 22 luglio, ma, in seguito alla ritirata dei Tedeschi, gli abitanti riguadagnano molto celermente il loro villaggio. I paracadutaggi, notoriamente quello del 12 agosto sull'altopiano di Saint Jean aux Launes, permettono alle FFI di completare il loro armamento ed a partire dallo sbarco alleato del 15 agosto, di contribuire all'eliminazione delle guarnigioni tedesche residue della regione, in collegamento con gli alleati.

## Economia
Gli abitanti di Beuil vivono al giorno d'oggi del turismo in inverno, con un "dominio" di più di 90 km di piste, indicate con boe dette gavitelli in gergo sciistico, tratto dal linguaggio della nautica.
La località offre occupazione e posti di lavoro agli abitanti anche in estate, grazie ad altrettanti svaghi ed intrattenimenti per i turisti, con attività sportive multiple all'aperto.
La struttura organizzativa della stazione sciistica comprende 52 piste: 11 piste verdi, 13 piste blu, 22 piste rosse, 6 piste nere, settori per gli sportivi, come ad Éguilles ed a Barzes; 23 risalite meccaniche tra Beuil est e Valberg, a circa 7 km di distanza dalla strada dipartimentale RD 28.
Alla partenza delle Launes, il comprensorio sciistico di Beuil comprende più di 25 km di piste da sci di fondo e racchette o ciaspole, come a Cumba Clava, Saint-Jean, La Sagne.
Nel passato, gli abitanti erano per la maggior parte nell'agricoltura e l'allevamento, ed infatti ancor oggi migliaia di pecore vi transumano e pasturano tutta l'estate.

## Società

### Evoluzione demografica
Abitanti censiti

## Araldica
Lo stemma del comune di Beuil è un blasone d'oro alla stella di sedici raggi di rosso fauci.

## Luoghi e Monumenti
Il comune conta un monumento storico: la cappella dei Penitenti Bianchi. costruita tra il 1710 ed il 1720, è iscritta dal dicembre 1984.

## Galleria d'immagini

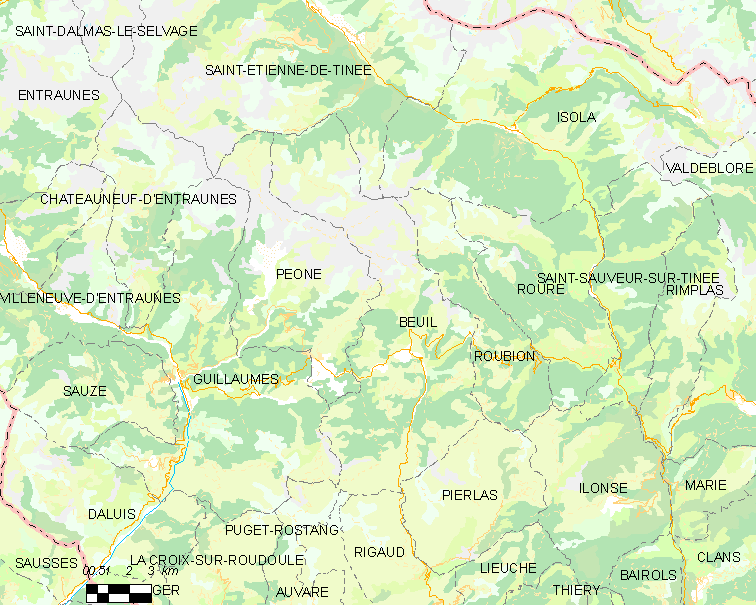
Carta del comune di Beuil.

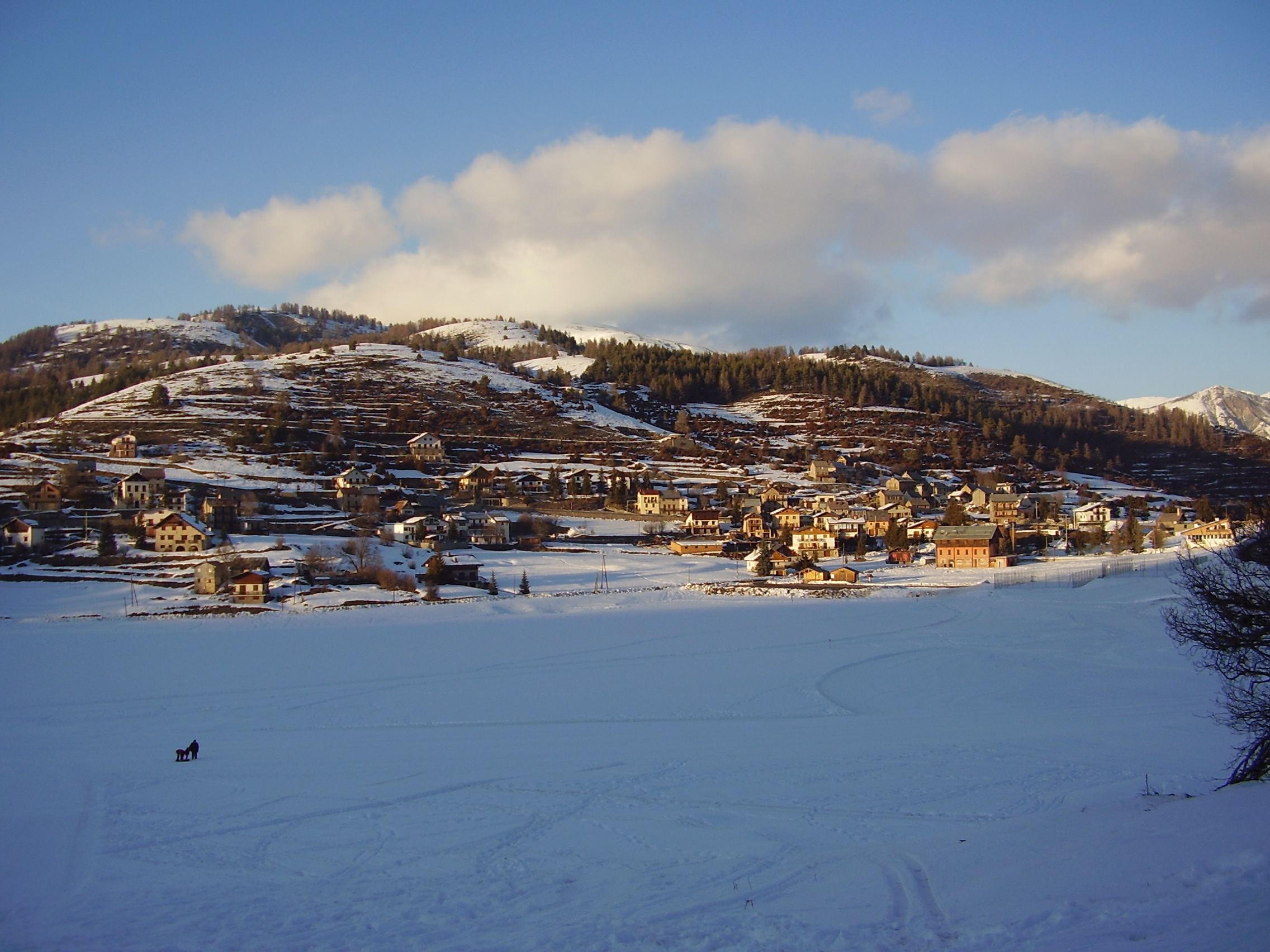
Les Launes, stazione montana e sciistica invernale di Beuil

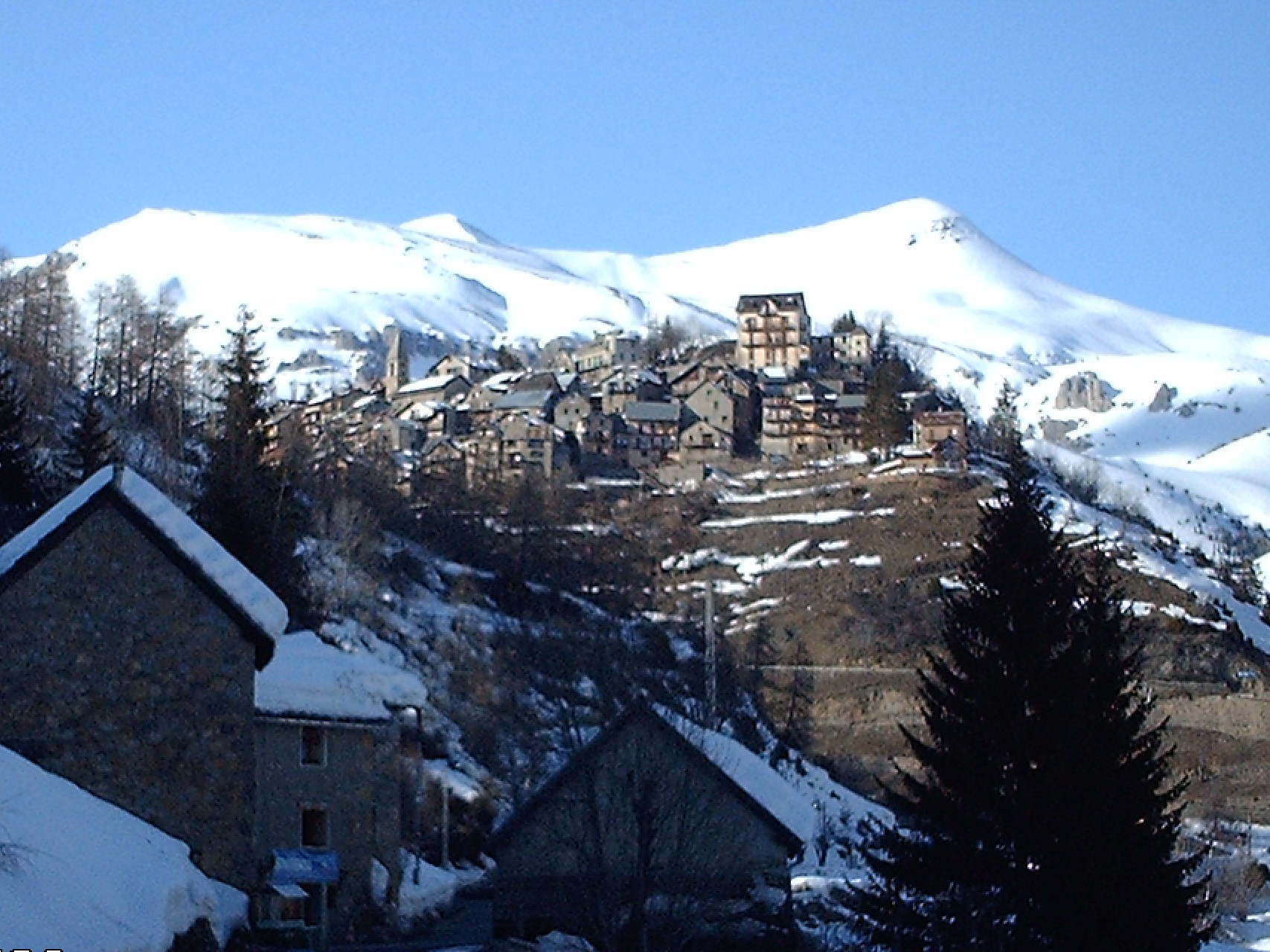
Monte Mounier, 2.817 m d'altezza, visto in lontananza da sud di Beuil

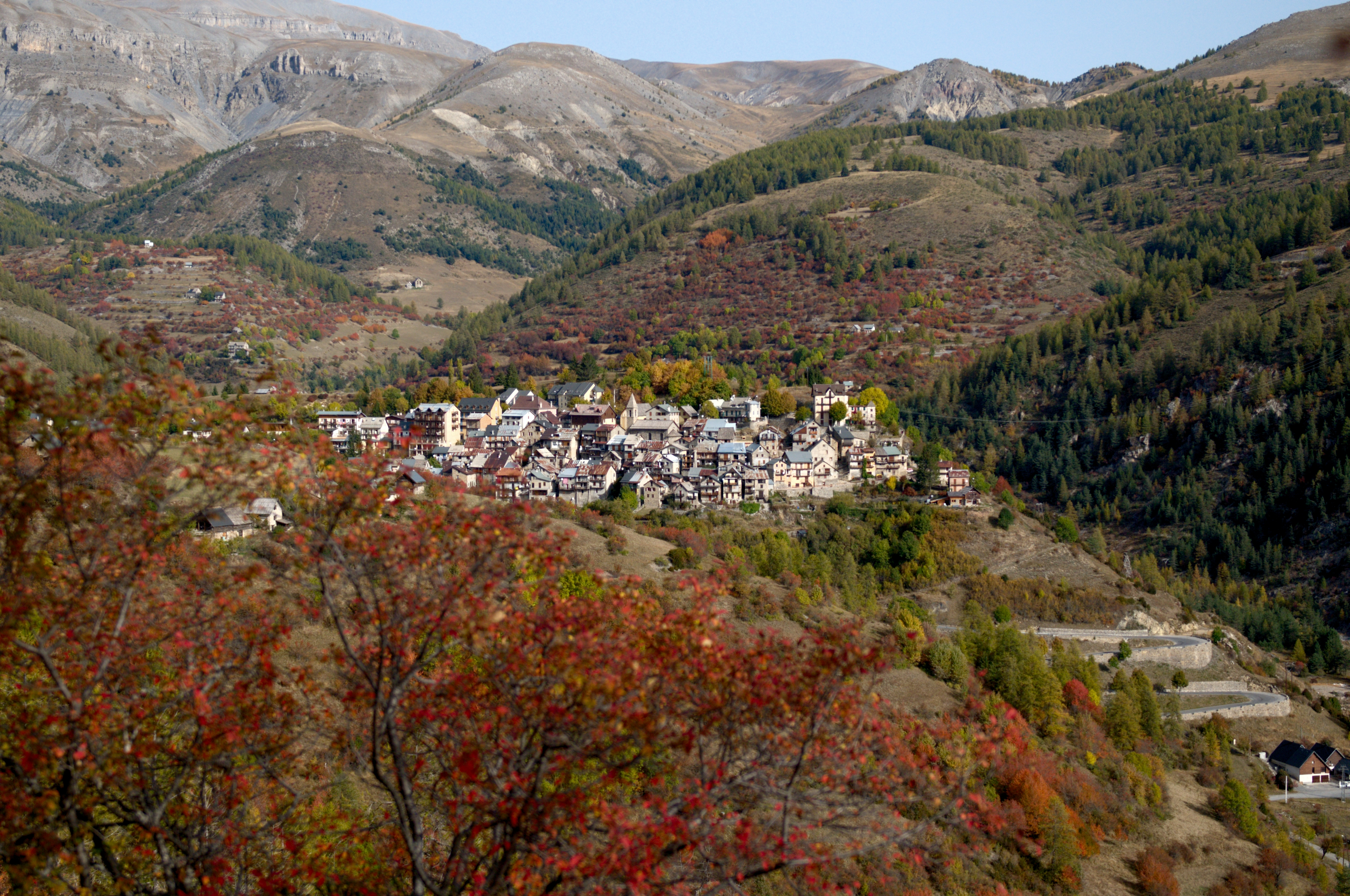
Beuil, paesaggio in autunno

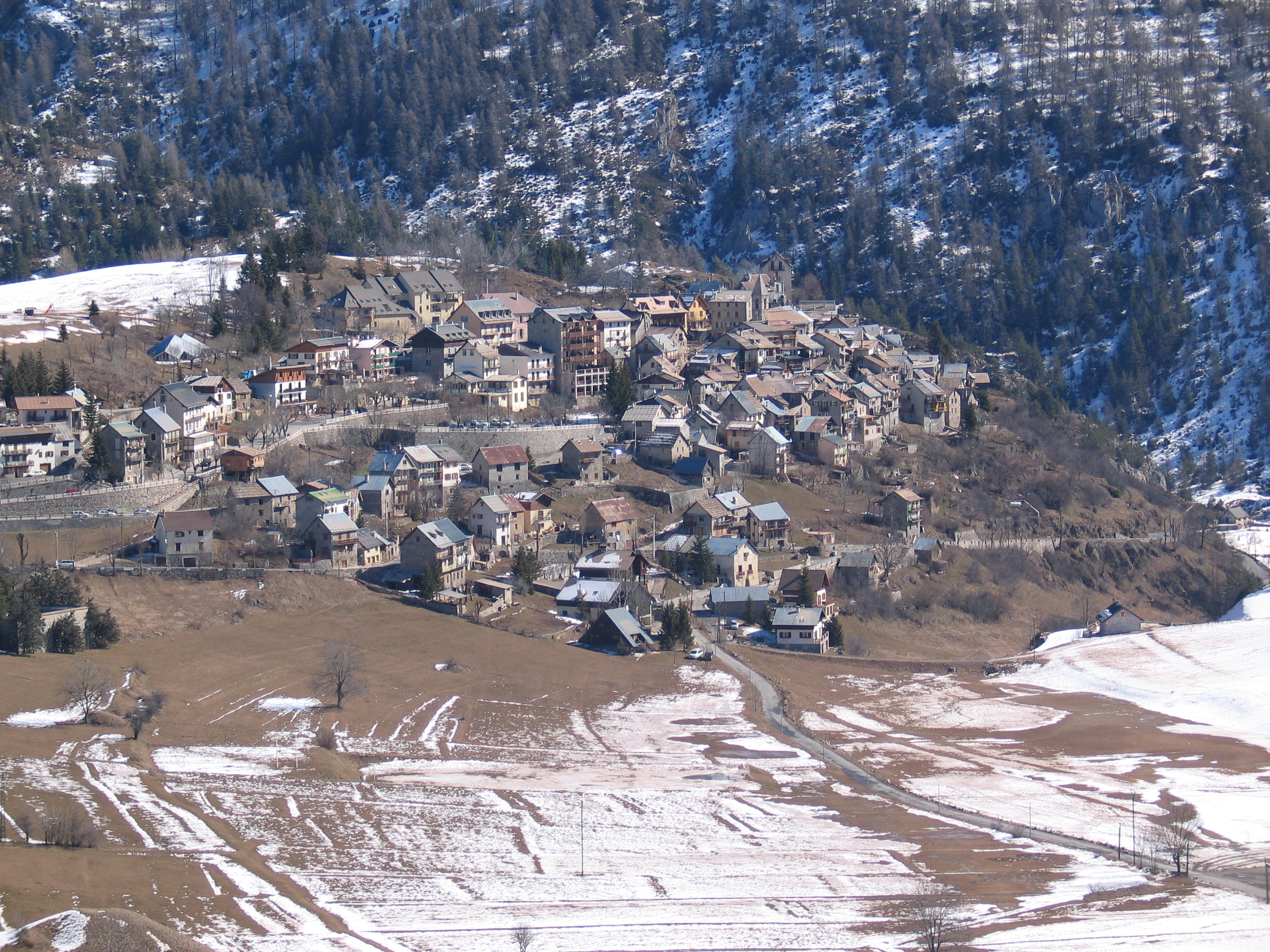
Veduta di Beuil innevata, non rara
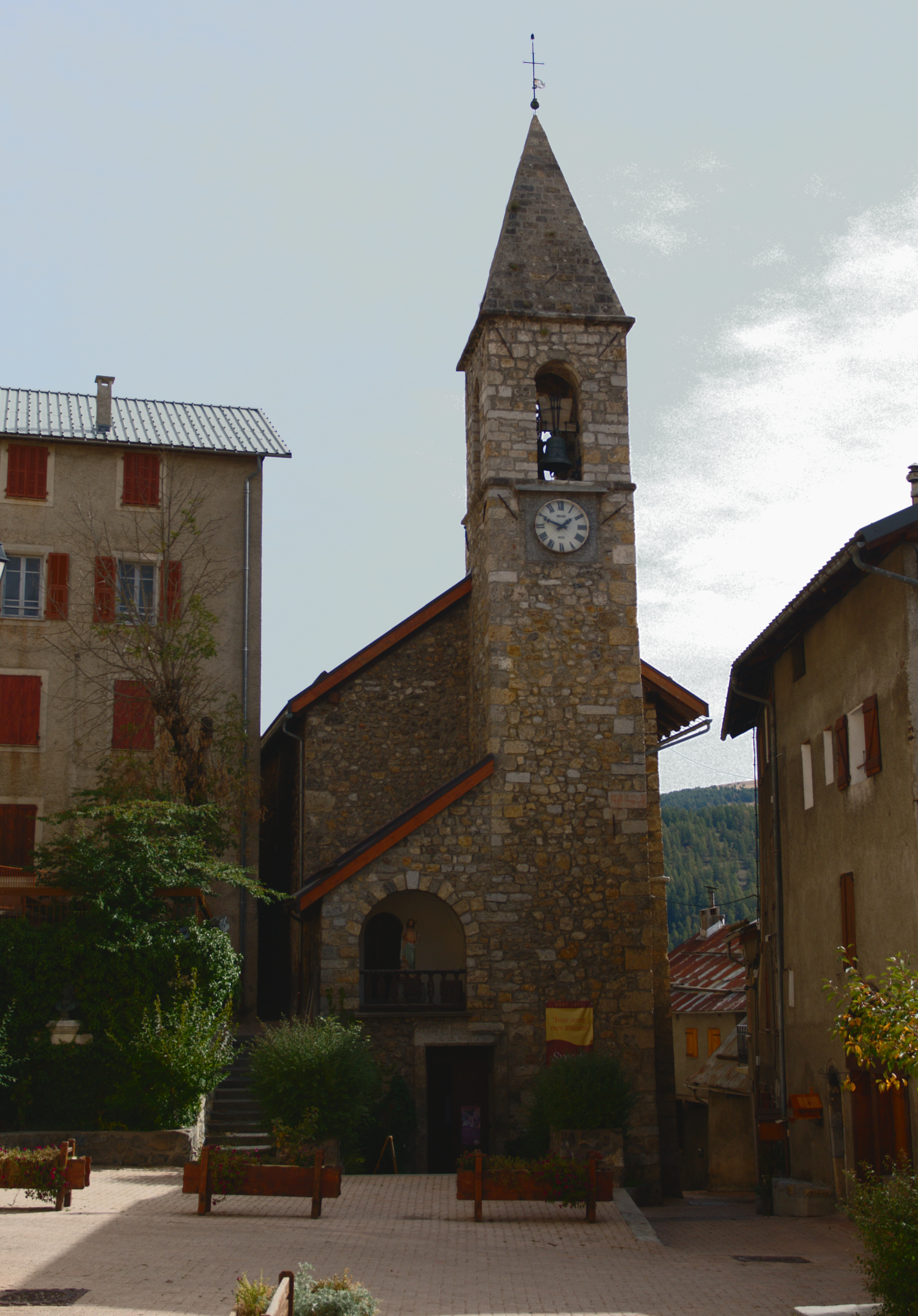
Chiesa al centro di Beuil
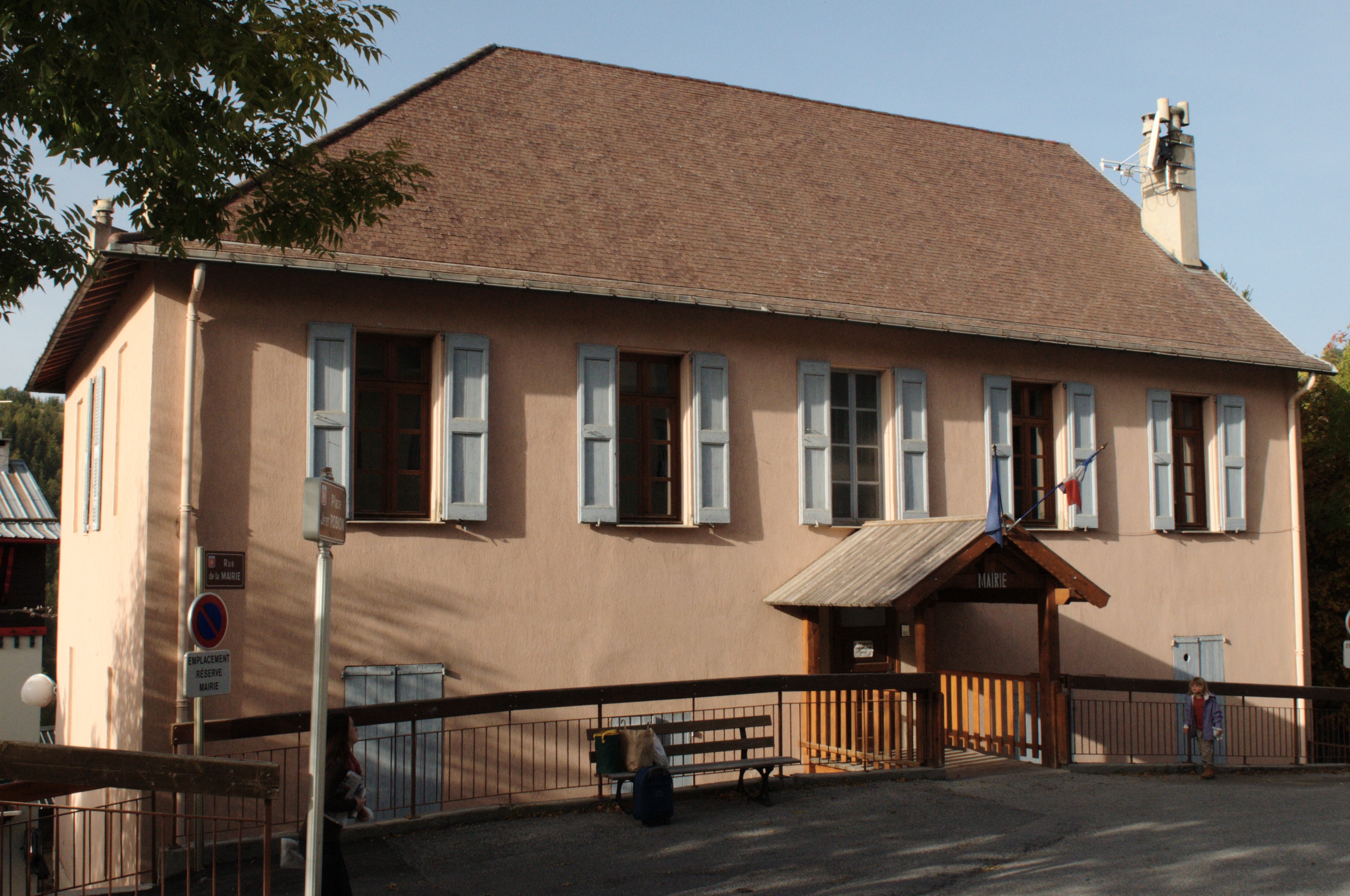
Casa comunale (mairie) di Beuil